# Hyllus ramadanii
Hyllus ramadanii là một loài nhện trong họ Salticidae.
Loài này thuộc chi Hyllus. Hyllus ramadanii được Wanda Wesołowska & Anthony Russell-Smith miêu tả năm 2000.